# جشنواره بین‌المللی فیلم گوادالاخارا
جشنواره بین‌المللی فیلم گوادالاخارا (انگلیسی: Guadalajara International Film Festival) مراسمی یک‌هفته‌ای است که از سال ۱۹۸۶ مارس هر سال در شهر مکزیکی گوادالاخارا برگزار می‌شود. این جشنواره، معتبرترین جشنواره آمریکای لاتین و یکی از معتبرترین جشنواره‌های اسپانیایی‌زبان است. این جشنواره مکانی برای نمایش کارهای تازه و فیلم‌های مستقل جهان است. حضور نمایندگان دیگر جشنواره‌های سراسر جهان در گوادالاخارا، به فیلم‌های مکزیکی کمک کرده تا حضوری قوی در سال‌های پایانی قرن بیستم داشته باشند. این جشنواره موقعیت کاری ستاره‌های بسیاری از جمله گابریل فیگوئرا، ماریا فلیکس، سیلویا پینال و کتی هورادو را در دنیای اسپانیایی و انگلیسی‌زبان، تثبیت کرده‌است. هیئت بین‌المللی داوران، جایزه مایاهوئل را به برندگان در زمینه‌های مختلفی اهدا می‌کنند.